# Douglas D'lima
Douglas D’lima (Zulia, Venezuela, 17 de agosto de 1990) es un artista musical especializado como productor musical, arreglista y guitarrista.  Ha recibido dos nominaciones al Latin Grammy, una nominación a Premios Soberano, dos veces ganador en los Premios Arpa y premios El Galardón en República Dominicana y Miami.
Formó parte de la banda GeneraSion, y actualmente, funge como líder de la banda Montesanto, trabajando bajo el sello Green Music LLC de Robert Green, vocalista y líder del Grupo Barak.

## Carrera musical

### Inicios
Desde temprana edad, Douglas comienza a dar sus primeros pasos como músico en la iglesia local de su ciudad llamada “Betel Internacional”, mientras que en la producción musical lo hizo a sus 17 años, creando arreglos musicales y colaborando en grabaciones para artistas nacionales. Una de sus primeras grabaciones fue en el año 2009 para el artista y cantautor Kerwin Márquez, en ese momento, cantante y artista del canal de televisión hispanoamericano Enlace TV. En ese momento, Douglas fungió como productor del álbum y guitarrista, apareciendo en dos de los vídeos promocionales: «Bendecido para bendecir» y «Sonríe».

### GeneraSion(2011-2016)
En septiembre de 2011, recibió la invitación de la banda venezolana GeneraSion para formar parte como músico guitarrista y productor musical de la banda, con quienes se presentó en diversos conciertos en vivo, en escenarios nacionales e internacionales, compartiendo escenarios con importantes y destacados exponentes de la música cristiana en el mundo hispano, entre ellos, el rapero Redimi2, el cantante de música pop-rock cristiano Seth Condrey, la cantante y compositora estadounidense Christine D’Clario, entre otros.
En el año 2017, después de haber girado como músico a través de todo el territorio nacional y diferentes países del mundo, Douglas conforma una banda musical del género pop / electrónico, el proyecto llamado Montesanto, banda a la que actualmente pertenece.

### Montesanto(2017-actualidad)
El 29 de septiembre de 2018, Douglas como director y productor musical de la banda Montesanto, organizó uno de los conciertos cristianos más relevantes de los últimos 10 años en Venezuela, llamado “Fuego X Dios Live”, concierto que se desarrolló en las inmediaciones del Teatro Baralt de la ciudad de Maracaibo.
Recientemente, D’lima ha establecido alianza con la casa productora Green Music LLC, fundada por Robert Green del Grupo Barak. Uno de los frutos de dicha alianza ha sido producir el sencillo promocional «Promesas» de Barak, alcanzando más de medio millón de visitas en tan solo 1 semana de haberse lanzado en Youtube. También produjo «Dios de Milagros» y «Trae tu Presencia» del artista venezolano Pedro Gómez, entre otros proyectos.
A mediados del año 2020, Douglas D’lima junto a su banda Montesanto trasmitió un concierto acústico en vivo en streaming junto a Tito El Bambino. Luego de ese evento, Tito invitó a Douglas a ser uno de los productores musicales de su álbum titulado El Muñeco.

## Otros proyectos
En el presente, Douglas D’lima ha recibido propuestas de patrocinio de marcas de desarrolladores de software de audio y productos de audio y grabación en diferentes países, habiendo aceptado ser parte de Ollo Audio de Eslovenia, y Sonimus Audio de Estados Unidos, quienes desarrollan software de audio y grabación.

## Créditos de producción
- 2011: Cambiar al mundo - Kerwin Márquez
- 2012: Yo Soy GeneraSion - GeneraSion
- 2016: Ciudad de Luz - GeneraSion
- 2017: Fuego X Dios - Montesanto
- 2018: Fuego X Dios Live - Montesanto
- 2020: Avivamiento Live - Pedro Gómez
- 2020: El Muñeco - Tito El Bambino
- 2022: En Lugar Secreto Sesión Acústica EP - Montesanto
- 2023: Bautizados en Fuego - Montesanto

## Premios y reconocimientos
Douglas ha producido y arreglado canciones para muchos artistas, donde ha sido nominado en los Premios Arpa en múltiples ocasiones, comenzando en el año 2013, como instrumentista del álbum Yo Soy GeneraSion de la banda GeneraSion, y en el año 2017 con el álbum Ciudad de Luz como «Mejor álbum de grupo independiente», álbum en el que Douglas participó como productor y arreglista, a su vez, en 2015, fue reconocido como productor y arreglista de Cambiar al mundo del cantautor Kerwin Márquez, álbum que resultó ganador de la categoría «Lanzamiento del año» en los premios Arpa.
En el año 2012, es nominado por primera vez al Latin Grammy como músico instrumentista del álbum Yo Soy GeneraSion en la categoría «Mejor album cristiano en español», luego, en el año 2016, vuelve a ser nominado al Latin Grammy, en esta ocasión por su participación como productor y arreglista del álbum Ciudad de Luz de la banda GeneraSion en la categoría «Mejor álbum cristiano en español». Como productor y director musical de la banda Montesanto, ha conseguido grabar y producir un álbum de estudio titulado Fuego X Dios, y posteriormente el mismo álbum versión en vivo Fuego X Dios LIVE, obteniendo la nominación en el año 2019 en los premios Redención en las categorías «Agrupación del Año» y «Artista revelación del año», el mismo álbum fue nominado y ganador del premio El Galardón 2020 en la categoría «Banda Revelación Central» celebrado en República Dominicana.
Como músico, productor y guitarrista en el disco Brutalmente Evangélico de Jahazielband, ha sido ganador del Premio Pepsi Music Venezuela edición 2020, en la categoría "Video Reggae del Año" con la canción «Creo en Ti».
En 2022, Douglas obtuvo dos reconocimientos en Premios El Galardón Internacional: Productor del año y Canción del año por «Derramo el perfume» de su banda Montesanto junto a Averly Morillo. También, el mismo año pero en Premios Arpa, recibió el reconocimiento por "Mejor canción alternativa" por «Derramo el perfume» y Canción del año por «Sí, amén» de Barak y Edward Rivera.